# Per Holmkvist
Per Holmkvist, född 1969 i Lund, är en svensk entreprenör och komiker. Holmkvist är uppväxt i Bjuv och Helsingborg och bosatt på Lidingö.
Holmkvist, med bakgrund som managementkonsult, har grundat mobilspelsföretaget Bluefactory, annonsnätverket Adiento och digitalbyrån Mobiento. Han föreläser inom digitalisering och digital marknadsföring. Holmkvist har bland annat utsetts till en av Sveriges tio hetaste entreprenörer av tidningen Internetworld.
Holmkvist var under studietiden engagerad i Chalmersspexet, och debuterade som ståuppkomiker på Norra Brunn 2004 och arbetar frilans som komiker och manusförfattare. Han är en av personerna bakom humorprogrammet Robins på Sveriges Television.